# Virginia (Antigua Roma)

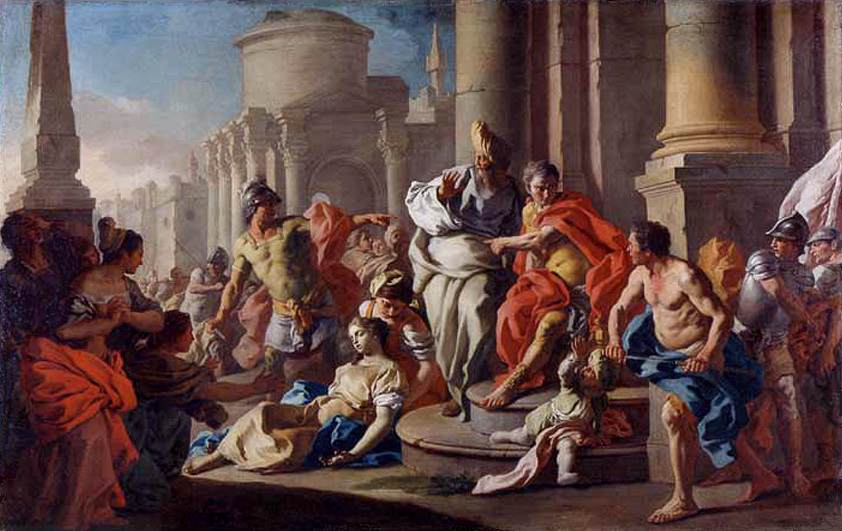
La muerte de Virginia. Francesco de Mura.

Virginia o Verginia (ca. 465-449 a. C.) fue una joven romana objeto de una historia legendaria relatada en Ab Urbe condita de Tito Livio.

## Historia

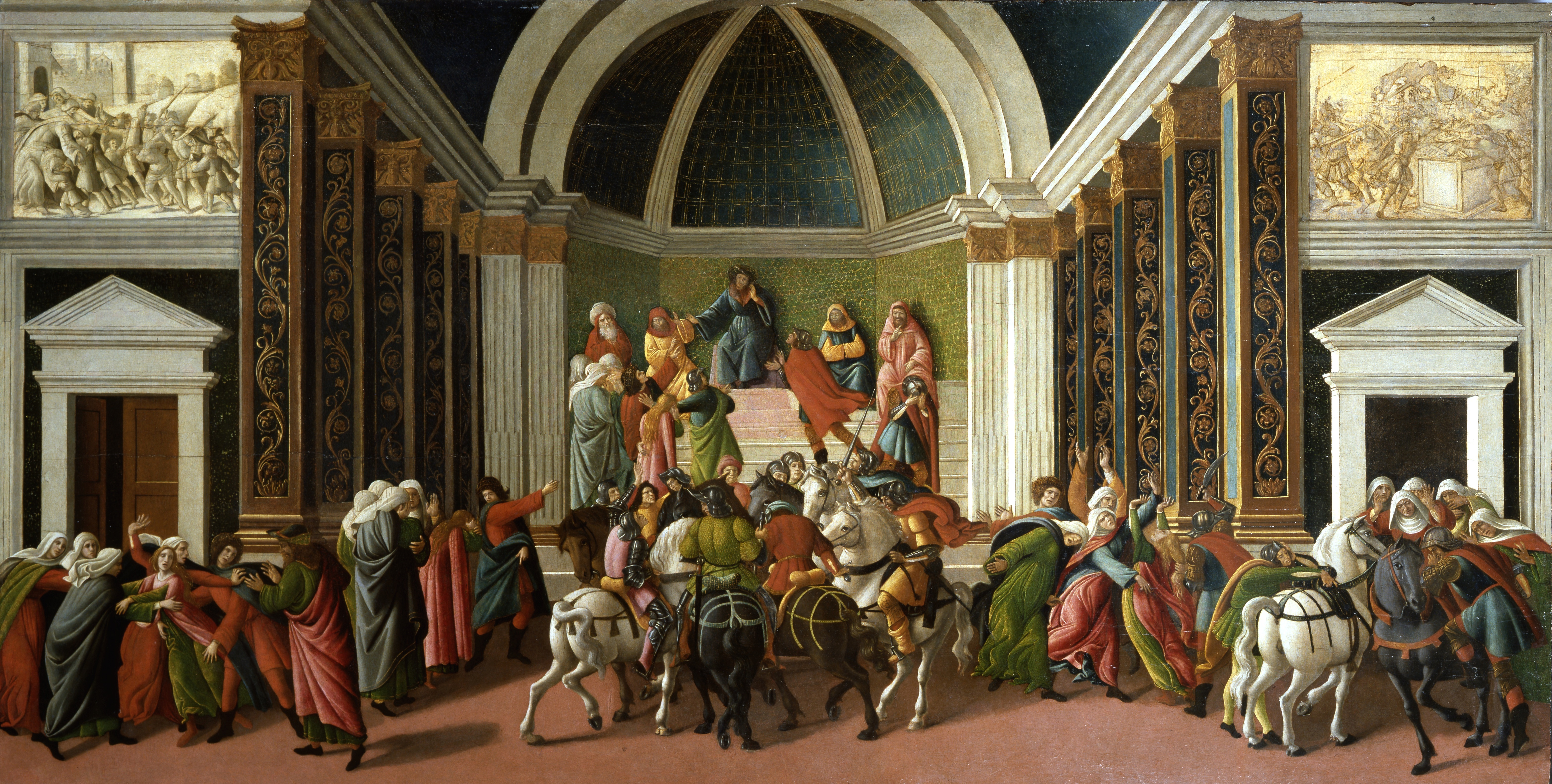
Historias de Virginia, por Botticelli.

El pueblo de Roma estaba airado con los decenviros por no convocar elecciones, aceptar sobornos y otros abusos. Parecía que se estaba volviendo al gobierno de la Monarquía, que había sido derrocada hacía varias décadas. En 451 a. C., Apio Claudio Craso, el principal de los decemviros, empezó a codiciar a Virginia, una hermosa joven plebeya, hija de Lucio Virginio, respetado centurión. Virginia estaba prometida a Lucio Icilio. Cuando rechazó a Claudio, este hizo que uno de sus clientes, Marco Claudio, la reclamara como esclava. 
Marco Claudio secuestró a Virginia mientras iba de camino a la escuela. La multitud del Foro se opuso a esta acción, pues tanto Virginio como Icilio eran muy respetados, y forzó a Marco a llevar el caso ante los decenviros, que estaban encabezados por el propio Apio Claudio. Virginio fue llamado para defender a su hija e Icilio, después de amenazas de violencia, consiguió devolver a Virginia a su casa, mientras que el tribunal esperaba a que apareciese su padre. Apio Claudio trató de interceptar con sus seguidores a los mensajeros enviados a Virginio, pero llegaron demasiado tarde para impedir la llegada de este.
Cuando Virginio llegó dos días después, reunió a sus partidarios en el Foro. Sin embargo, Apio Claudio no le dejó hablar y declaró que Virginia era, de hecho, esclava de Marco Claudio. Apio Claudio había traído una escolta armada y acusó a los ciudadanos de sedición. Los seguidores de Virginio dejaron el Foro y él pidió interrogar a su hija personalmente. Apio Claudio se lo concedió, pero Virginio agarró un cuchillo y apuñaló a Virginia en el templo de Venus Cloacina, el único camino que encontró para mantener la libertad de ella. Virginio e Icilio fueron arrestados; sus seguidores volvieron a atacar a los lictores y destruyeron sus fasces. Esto llevó a derrocar a los decenviros y a restablecer el sistema anterior en la República romana.